# Mary Delgado
María Delgado Pineiro, més coneguda com a Mary Delgado (Madrid, 8 d'octubre de 1916 – Palma, Mallorca, 13 d'abril de 1984) va ser una actriu espanyola.

## Biografia
De primerenca vocació debuta en els escenaris amb tan sols quinze anys. Forja la seva carrera fonamentalment en el teatre fins que, finalitzada la Guerra Civil espanyola, debuta al cinema amb la pel·lícula Cancionero (1940), de Julián Torremocha.
L'èxit, no obstant això, li arriba de la mà del director Rafael Gil Álvarez, a les ordres del qual roda quatre pel·lícules: Huella de luz (1941), amb Antonio Casal, Eloísa está debajo de un almendro (1943), El fantasma y Doña Juanita (1945) i Tierra sedienta (1945).
Amb posterioritat, resulta memorable la seva actuació en el film d'Edgar Neville, El crimen de la calle de Bordadores (1946), pel qual obté el Premi del Sindicat Nacional de l'Espectacle i Una mujer cualquiera (1949) de Rafael Gil Álvarez.
Finalitzada la dècada dels quaranta, la seva presència en la pantalla gran es fa gairebé testimonial, consagrant-se a la seva carrera teatral i, des de l'aparició de la televisió, a interpretacions en nombrosos espais de TVE com Estudio 1 o Novela.
Va mantenir la seva activitat professional fins a l'últim moment fins al punt que la mort li va sobrevenir per una aturada cardíaca en el taxi que la conduïa al teatre on interpretava Enseñar a un sinvergüenza.

## Premis
Medalles del Cercle d'Escriptors Cinematogràfics
| Any  | Categoria               | Pel·lícula                          | Resultat   |
| ---- | ----------------------- | ----------------------------------- | ---------- |
| 1945 | Millor actriu principal | El fantasma y Doña Juanita          | Guanyadora |
| 1946 | Millor actriu principal | El crimen de la calle de Bordadores | Guanyadora |

- Premi del Sindicat Nacional de l'Espectacle (1945) per Chantaje.
- Premi del Sindicat Nacional de l'Espectacle (1946) per El crimen de la calle de Bordadores.